# Juan Carlos Cáceres
Juan Carlos Cáceres (Buenos Aires, 4 de septiembre de 1936 - Perigny, 5 de abril de 2015) fue un músico de tango y pintor argentino radicado en Francia.

## Trayectoria
Juan Carlos Cáceres se destacó como pianista y trompetista. Durante los años 50s y primeros 60s regentó el célebre local La Cueva, en Buenos Aires, inspirándose en el local La Cave, de París, y en The Cavern, de Liverpool. En 1968 llegó a París coincidiendo con los disturbios estudiantiles de Mayo y se radicó en Francia hasta el resto de su vida. Su música combinaba las raíces africanas con el tango y en muchas ocasiones sus espectáculos eran una mezcla de charlas que le ofrecía al público, explicación de cada una de sus composiciones, de la historia del tango, exponiendo sus cuadros además de obsequiarle a la audiencia francesa alfajores caseros de dulce de leche. El llamado "Gordo Cáceres" fue pionero de la música electrónica fusionada al tango. En 1972 grabó su disco Malón, en el que participó el músico Miguel Abuelo, por entonces también residiendo en Francia. Algunos de sus proyectos posteriores fueron su Gotán Trío, Maquinal salsa, Salsa Clanca Trío (con Marcelo Rusillo y Carlos “el Tero” Buschini) y Tangofon Trio (con Frédéric Truet y David Marcos), el Tango Negro Trio (con Eddie Tomassi y Jorge Tejerina) y su banda "Toca Tango" (con Tomassi, Javeir Estrella, Sedef Ercetin,  Didier Ithursarry, y Daniel Díaz).
Cáceres falleció el 5 de abril de 2015, a los setenta y ocho años, debido a un cáncer terminal. Dejó una forma diferente de escuchar el tango y acentuó los ritmos candombe-afro en la mayoría de su trabajo con letras muy reivindicativas.

## Discografía

### Solo
- Solo (1993)
- Sudacas (1994)
- Íntimo (1996)
- Live à la Chapelle (1997)
- Tango Negro Trío (1998)
- Tocá Tangó (2001)
- Murga Argentina (2005)
- Utopía (2007)
- Noche de carnaval (2011)

### Con París Gotán Trío
- Champán Rosado (2004)

### Con Maquinal Tango
- Maquinal Tango (2007)

### Con Tangofon Trío
- Tangofon Trío (2009)

### Con Tango Negro Trío
- No me rompas las bolas (2011)